# Richard W. Guenther

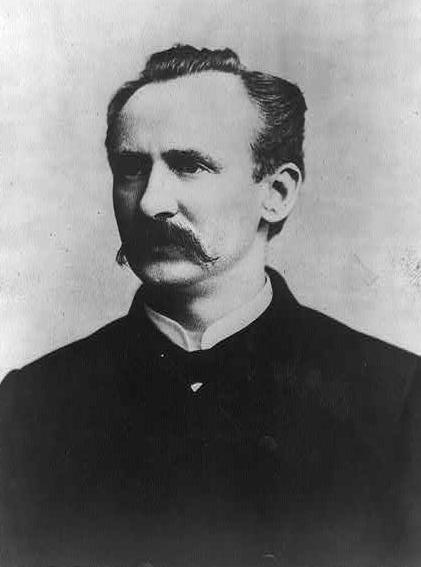
Richard W. Guenther

Richard William Guenther (* 30. November 1845 in Potsdam, Preußen; † 5. April 1913 in Oshkosh, Wisconsin) war ein US-amerikanischer Politiker deutscher Herkunft. Zwischen 1881 und 1889 vertrat er den Bundesstaat Wisconsin im US-Repräsentantenhaus.

## Werdegang
Richard Guenther wurde im November 1845 in Potsdam geboren. Nach der Grundschule studierte er Pharmazie. Im Juli 1866 wanderte er in die Vereinigten Staaten aus, wo er sich zunächst in New York City niederließ. Im Jahr 1867 zog er nach Oshkosh in Wisconsin, wo er im pharmazeutischen Bereich arbeitete. Später begann er als Mitglied der Republikanischen Partei eine politische Laufbahn. Zwischen 1878 und 1882 war er als Nachfolger von Ferdinand Kuehn Finanzminister (Treasurer) seines neuen Heimatstaates.
Bei den Kongresswahlen des Jahres 1880 wurde Guenther im sechsten Wahlbezirk von Wisconsin in das US-Repräsentantenhaus in Washington, D.C. gewählt. Dort trat er am 4. März 1881 die Nachfolge von Gabriel Bouck von der Demokratischen Partei an. Nach drei Wiederwahlen konnte er bis zum 3. März 1889 vier Legislaturperioden im Kongress absolvieren. Seit dem 4. März 1887 vertrat er dort als Nachfolger von Edward S. Bragg den zweiten Distrikt seines Staates. 
Zwischen dem 28. Januar 1890 und dem 21. Mai 1893 war Guenther amerikanischer Konsul in Mexiko-Stadt. Von 1898 bis 1910 bekleidete er die gleiche Funktion in Frankfurt am Main. Seit 1910 war er Konsul in Kapstadt (Südafrika). Richard Guenther starb am 5. April 1913 in Oshkosh.